# Kepler-90b
Kepler-90b és un exoplaneta
 que orbita a l'estrella Kepler-90 a la constel·lació del Dragó. El planeta és una Súper-Terra.
Kepler-90b és un 31 % més gran que la Terra. Té una ressonància orbital 5:4 amb Kepler-90c. Això significa que en el temps que triga Kepler-90b en orbitar l'estrella cinc vegades, Kepler-90c orbita l'estrella exactament quatre vegades pel que els planetes sempre es troben en les mateixes posicions. Ressonàncies similars també existeixen en les llunes interiors de Júpiter.